# Achalcus bicolor
Achalcus bicolor är en tvåvingeart som beskrevs av Marc Pollet 2005. Achalcus bicolor ingår i släktet Achalcus och familjen styltflugor. Inga underarter finns listade i Catalogue of Life.